# Ekvivalentní šumový výkon
Ekvivalentní šumový výkon (anglicky Noise-equivalent power, zkratka NEP) je pojem z oboru telekomunikací, který označuje zářivý výkon při jehož detekci je na výstupu detektoru záření poměr signálu a šumu roven jedné. K jeho vyjádření se používají jednotky Watt na druhou odmocninu z Hertzu, W . Hz−1/2.
Má-li detektor plochu A a je-li ozářen výkonem H, přičemž střední kvadratická hodnota měřeného šumu je rovna VN a střední kvadratická hodnota signálu VS ve frekvenčním pásmu Δf, pak ekvivalentní šumový výkon je roven
{\displaystyle NEP={\frac {HAV_{N}}{V_{S}{\sqrt {\Delta f}}}}}.
Z této definice plyne že čím nižší je ekvivalentní šumový výkon tím lépe příslušný detektor detekuje malé signály vzhledem k přítomnosti šumu.